# Серый тонкий лори
Серый тонкий лори (лат. Loris lydekkerianus) — примат из семейства Лориевые. Обитает в Индии и на Шри-Ланке в субтропических и тропических сухих лесах и субтропических влажных низинных лесах. Ранее в качестве подвида Loris tardigradus lydekkerianus включался в состав вида красный тонкий лори (Loris tardigradus), сейчас считается отдельным видом. В свою очередь, делится на несколько географически обособленных подвидов. Видовое латинское название дано в честь английского зоолога Ричарда Лидеккера (1849—1915).

## Поведение
Как и другие лориевые, серый тонкий лори является ночным животным, покидающим своё убежище только на закате. Рацион включает в основном насекомых. В юго-восточной Индии эти животные чаще встречаются в зарослях акации и тамаринда, а также в кустарниковых зарослях вокруг полей. Кормятся в одиночку, однако во время дневного отдыха могут образовывать группы до 7 особей. Такие группы обычно включают самку и её потомство. Метят границы территории с помощью мочи. Общаются при помощи системы визуальных и звуковых сигналов. Социальное поведение ограничивается лишь местами отдыха.

## Размножение
Во время брачного периода самка выбирает для спаривания одного самца из нескольких. Хотя брачный период случается дважды в год (с апреля по июнь и с октября по декабрь), размножение происходит один раз в год. Беременность длится около 170 дней. В помёте рождается обычно один или два детёныша.

## Ареал
Обитают в Индии и Шри-Ланке. Существуют популяции в Тамилнаде, Восточных и Западных Гхатах, южной части Андхра-Прадеш. Обычно это сухие равнинные местности. Часто их находят возле сельхозугодий в зарослях кустарника.

## Статус популяции
Хотя Международный союз охраны природы присвоил этим приматам охранный статус «вызывает наименьшие опасения» (англ. Least concern), экологи оценивают угрозу популяции со стороны человека как возрастающую. В западной Индии эти животные считаются приносящими неудачу, увидеть тонкого лори означает накликать на себя беду, поэтому в окрестностях города Карнатака местные жители зачастую убивают их. Подобные суеверия существуют также и Шри-Ланке, кроме того, там тонких лори используют для медицинских целей — приготовления любовных зелий, лечения проказы и глазных заболеваний. Некоторые крестьяне держат их в качестве домашних животных.
 Также угрозой для популяции является разрушение и фрагментация привычной среды обитания.

## Подвиды
Индийские подвиды включают:
- Loris lydekkerianus malabaricus — Западные Гаты
- Loris lydekkerianus lydekkerianus — район города Майсур и штат Тамилнад вплоть до Западных Гат.[12]

Подвиды с острова Шри-Ланка включают:
- Loris lydekkerianus nordicus
- Loris lydekkerianus grandis